# Вудсток (роман)
«Ву́дсток, или Кавале́р» (англ. Woodstock, or The Cavalier. A Tale of the Year Sixteen Hundred and Fifty-one) — исторический роман Вальтера Скотта, опубликованный в 1826 году в издательстве Constable and Co. в Эдинбурге (Шотландия) и Longman, Rees, Orme, Brown and Green в Лондоне (Англия). Действие происходит после Английской революции.

## История создания
В ноябре 1825 года, отложив временно работу над биографией Наполеона, Скотт начал писать новую книгу. Он планировал закончить её к февралю 1826 года. Однако зимой 1825—1826 гг. произошел экономический кризис, приведший к банкротству многих издателей, включая издательство Скотта Constable and Co. после того, как Банк Шотландии отказал в выдаче кредита. Вальтер Скотт оказался в долгах. Работа над романом замедлилась, писатель был недоволен написанным и закончил лишь из-за финансовой необходимости.
Несмотря на опасения, роман ожидал большой коммерческий успех, в Вудсток хлынули туристы. Критики были настроены скорее негативно, особенно The Westminster Review. Журнал обвинил писателя в фальсификации исторических фактов ради своих политических принципов. Самого автора в тот момент больше беспокоил финансовый аспект, а не мнение критиков, и он был рад хорошим продажам книги.